# Jakab
A Jakab bibliai férfinév. A név a héber Jákób (Jakov) görög változatának magyar formája. Jelentése ismeretlen. Női párja: Jakobina.

## Rokon nevek
- Jákob:[1] a név eredeti alakja, aminek az eredete és jelentése ismeretlen. Népi magyarázat szerint a másiknak a sarkát fogja illetve csaló. Más magyarázat szerint egy név rövidülése, aminek a jelentése Isten oltalmazza.[2]
- Jákó:[1] a Jákob régi magyar beceneve.[2]
- Jakus:[1] a Jákob vagy Jakab régi magyar beceneve.[2]
- Kabos:[1] a Jakab név régi magyar Jakabos alakjának a rövidülése.[3]

## Gyakorisága
Az 1990-es években a Jakab igen ritka, a Jákob, Jakus, Jákó és a Kabos szórványos név, a 2000-es években nem szerepelnek a 100 leggyakoribb férfinév között.

## Névnapok
Jakab, Jákob, Jákó, Jakus
- május 1.[2]
- május 3.[2]
- május 11.[2]
- július 13.[2]
- július 25.[2]
- október 13.[2]
- november 27.[2]
- november 28.[2]

Kabos:
- február 19.
- december 25.

## Idegen nyelvű változatai
- angolul: Jacob, James[6]
- csehül: Jakub
- finnül: Jaakob
- franciául: Jacques
- görögül: Ιάκωβος Iakóvosz
- hollandul: Jakob
- írül: Séamas, Séamus[7]
- lengyelül: Jakub
- katalánul: Jaume
- németül: Jakob
- olaszul: Giacomo
- oroszul: Яков, Яша (Jakov, Jasa)
- spanyolul: Tiago

## Híres Jakabok, Jákobok, Jákók, Jakusok és Kabosok
- Idősebb Szent Jakab apostol, Jézus tanítványa
- Ifjabb Szent Jakab apostol, Jézus tanítványa
- Jakab, az Úr testvére apostol, Jézus testvére vagy unokatestvére ("az Igaz")
- Ábel Jakab kenus
- Fellner Jakab építész
- Leiter Jakab „híres léghajós”, avagy a félrefordítás példája
- Marastoni Jakab festőművész, litográfus
- Jakob Bernoulli svájci matematikus
- James Blake amerikai teniszező
- James Rodríguez válogatott kolumbiai labdarúgó
- Giacomo Casanova író, kalandor
- Jacques Chirac francia politikus
- James Cook angol felfedező
- Cseszneky Jakab főnemes, trencséni örökös főispán, a cseszneki vár építtetője
- James Dean amerikai filmszínész
- Jacques Derrida filozófus
- James Gandolfini amerikai színész, producer
- Jakob Grimm német író, népmesegyűjtő
- Jake Gyllenhaal amerikai filmszínész
- James Joyce ír író
- Jakob "Köbi" Kuhn svájci labdarúgóedző
- Giacomo Leopardi olasz költő
- Jack London amerikai író
- James McAvoy skót színész
- Giacomo Meyerbeer zeneszerző
- Jim Morrison amerikai költő, énekes
- Jakob Aurelius Müller erdélyi szász evangélikus püspök
- Jacques Necker genfi közgazdász, francia miniszter
- Jack Nicholson amerikai filmszínész
- Giacomo Puccini olasz zeneszerző
- Giacomo Quarenghi építész
- Jakob Schunn erdélyi szász evangélikus püspök
- Jacques Tati francia filmrendező
- Jacques Villeneuve kanadai ex-Formula 1-es versenyző
- James Watt fizikus
- Marchiai Szent Jakab ferences szerzetes

### Uralkodók
- I. Jakab angol király, VI. Jakab néven Skócia királya
- II. Jakab angol király, VII. Jakab néven Skócia királya
- I. Jakab skót király
- II. Jakab skót király
- III. Jakab skót király
- IV. Jakab skót király
- V. Jakab skót király
- VI. Jakab skót király, I. Jakab néven Anglia királya
- VII. Jakab skót király, II. Jakab néven Anglia királya
- I. Jakab ciprusi király
- II. Jakab ciprusi király
- III. Jakab ciprusi király
- I. Jakab aragóniai király
- II. Jakab aragóniai király
- I. Jakab mallorcai király, I. Jakab, Aragónia királya
- II. Jakab mallorcai király
- III. Jakab mallorcai király
- IV. Jakab mallorcai király
- I. Jakab szicíliai király, II. Jakab néven Aragónia királya